# Manuel Vilar i Roca
Manuel Vilar i Roca (Barcelona, 1812 - Ciutat de Mèxic, novembre de 1860) fou un escultor romàntic català. Estudià a l'Escola de la Llotja, on fou deixeble de Damià Campeny. El 1833 viatjà a Roma i s'hi va estar fins a 1845. Hi va estudiar amb Antoni Solà i Pietro Tenerani, al taller del qual treballà, i rebé consells de Bertel Thorvaldsen. Amb Lluís Vermell (1814-1881) hi va freqüentar l'acadèmia nocturna Demachinaro. A la darreria dels anys trenta del segle xix va adherir a un moviment artístic que va popularitzar un estil medievalitzant. El 1845 va emigrar quan va ser contractat com a director de l’Acadèmia de Sant Carles de Mèxic. Junts amb el pintor Pelegrí Clavé (1811-1880) hi va renovar els estudis oficials d'art. Hi va enriquir la col·lecció del museu de l'acadèmia de còpies d'escultures en guix.
Emmarcat a l'escola artística dels Natzarens. Destacà al gènere del retrat: Moctezuma, La Malinche, Iturbide, Tlahuicole el cabdill tlaxcalteca (1851), Colom. Altres obres són: Jasó robant el velló d'or (1836, Reial Acadèmia Catalana de Belles Arts de Sant Jordi), Leto i els camperols (1838, Reial Acadèmia Catalana de Belles Arts de Sant Jordi), Deianira i el centaure Neso, El judici de Daniel a Babilònia, Discòbol, Un infant jugant amb un cigne i Una noia voltada de gossos.